# 南コモエ州
南コモエ州（みなみコモエしゅう、Région du Sud-Comoé）はコートジボワール共和国南東部のコモエ地方南部の州。
州都はアビッソ。
2014年の人口は約64.3万人。

## 歴史
1740年頃、現在の南コモエ州の領域にサンウィ王国が建国された。
1893年、フランス領西アフリカが建国された。
1917年、現在のコートジボワール全域がフランスに制圧された。
1959年、サンウィ王国が滅亡した。
1960年、コートジボワールがフランスから独立した。
1969年、コートジボワールからの独立を試みた。
1997年、第1級行政区画として南コモエ州が設置された。
2002年、Nana Amon Ndoufou 5世が即位した。
2011年、第2級行政区画として南コモエ州が設置された。

## 地理
- 北：インデニエ＝ジブアリン州
- 東：ガーナ共和国
- 南：大西洋
- 西：アビジャン
- 北西：ラミー州

## 行政区画
- Aboisso
- Adiaké
- Grand-Bassam
- Tiapoum